# Dengeki Gakuen RPG: Cross of Venus
Dengeki Gakuen RPG: Cross of Venus (電撃学園RPG Cross of Venus?) è un videogioco action RPG giapponese sviluppato da Pegasus Japan e pubblicato da ASCII Media Works per la console portatile Nintendo DS il 19 marzo 2009 in edizioni limitate e regolari.
Un remake migliorato, Dengeki Gakuen RPG: Cross of Venus Special (電撃学園RPG Cross of Venus SPECIAL?), fu distribuito per la medesima piattaforma il 10 febbraio 2011.
Il gioco è stato prodotto in commemorazione del quindicesimo anniversario della light novel di ASCII Media Works, uscite sotto l'etichetta Dengeki Bunko. Il giocatore assume il ruolo di un protagonista senza nome che frequenta l'Accademia Dengeki che finisce nel mezzo di una lotta tra le eroine dei mondi dei romanzi di Dengeki Bunko e la malvagia organizzazione Zetsumu. Il mondo basato sulla realtà di Dengeki Academy e i nuovi mondi sono stati collegati e il giocatore sarà in grado di aiutare le eroine di Dengeki Bunko a combattere la Zetsumu viaggiando tra i mondi. Vengono presentate otto eroine tra cui Shana di Shakugan no Shana, Kino di Kino no tabi e Kana Iriya di Iriya no sora, UFO no natsu. Ogni eroina combatte con il proprio stile unico di armi, combo e attacchi speciali. Il protagonista è disegnato da Kouhaku Kuroboshi, mentre la sua amica d'infanzia Kizuna Kasugai da Noizi Itō.

## Trama

### Personaggi
Il giocatore assume il ruolo di un protagonista sedicenne senza nome che frequenta la Dengeki Academy come studente del secondo anno di liceo; al giocatore viene data la possibilità di dare un nome qualsiasi al personaggio. Spesso il giovane non riflette profondamente prima di agire, ma è anche una persona dal cuore tenero. È accompagnato dalla sua amica diciassettenne e compagna di classe Kizuna Kasugai (春日井 キズナ?, Kasugai Kizuna) (doppiata da Eri Kitamura) che ha incontrato durante l'asilo. A differenza del protagonista che non legge molto, Kizuna è la presidente del comitato della biblioteca e ama leggere. È descritta come una fan delle light novel di Dengeki Bunko, e il suo sogno è leggere tutti i romanzi con quell'etichetta che ha superato i 1800 volumi nel luglio 2009. Prende l'iniziativa in tutto ciò che fa e si prende la responsabilità di mantenere la pace. È una persona premurosa, ma anche un po' inflessibile. Dengeki Gakuen RPG presenta otto personaggi femminili principali della serie di light novel Dengeki Bunko, che includono: Shana (doppiata da Rie Kugimiya) da Shakugan no Shana, Kino (doppiata da Ai Maeda) da Kino no tabi, Kana Iriya (doppiata da Ai Nonaka) da Iriya no sora, UFO no natsu, Index (doppiata da Yuka Iguchi) da A Certain Magical Index, Taiga Aisaka (doppiata da Rie Kugimiya) da Toradora!, Dokuro (doppiata da Saeko Chiba) da Bokusatsu tenshi Dokuro-chan, Haruka Nogizaka (doppiata da Mamiko Noto) di Nogizaka Haruka no himitsu e Misao Minakami (doppiata da Haruka Tomatsu) di Asura Cryin'. Ci sono anche personaggi che possono diventare disponibili, come Mikoto Misaka (doppiata da Rina Satō) di A Certain Magical Index e A Certain Scientific Railgun.

### Storia
Dengeki Gakuen RPG è ambientato principalmente alla Dengeki Academy, una scuola privata giapponese frequentata dai protagonisti. La storia ruota attorno a un protagonista senza nome che un giorno sente una voce secondo cui un fantasma è apparso durante la notte a scuola. Sebbene non abbia alcun vero interesse per l'occulto, usa la ricerca del fantasma come scusa per intrufolarsi nel campus della scuola durante la notte. Tuttavia, la sua amica d'infanzia Kizuna Kasugai viene con lui alla ricerca del fantasma, e i due decidono di cercare intorno alla panchina di fronte al negozio del campus. Nel buio silenzioso, i due arrivano gradualmente ad aprire la porta del negozio e davanti a loro vedono l'ombra di una persona muoversi nella stanza. Aguzzando gli occhi, il protagonista vede che la persona che proietta l'ombra sta mangiando del melonpan, e si rende conto che questa deve essere la causa della voce sul fantasma; l'ombra è infatti proiettata da Shana di Shakugan no Shana. Ciò è possibile grazie al fatto che un giorno il mondo basato sulla realtà della Dengeki Academy e i mondi delle light novel di Dengeki Bunko si sono improvvisamente connessi, consentendo alle persone sia del mondo reale che di quello dei romanzi di incrociarsi.
Incontrando Shana, il protagonista e Kizuna vengono coinvolti in una lotta dei membri dei nuovi mondi per proteggere le rispettive realtà dall'organizzazione malvagia non identificata conosciuta come Zetsumu (絶夢?) che ha cambiato i dettagli della storia dai nuovi mondi e ha creato disordine fra loro. Il loro obiettivo è "strappare i sorrisi a ogni persona". Per combattere Zetsumu, i protagonisti aiuteranno i combattenti dei mondi nuovi viaggiando tra quello reale e quello nuovo.

## Modalità di gioco
In Dengeki Gakuen RPG la storia progredisce attraverso il giocatore che esplora l'Accademia Dengeki e i nuovi mondi e conversa con i vari personaggi. Quando si incontra un nemico, il gioco passa all'aspetto action RPG del gameplay. Durante questi periodi, il giocatore può scegliere di combattere il nemico con il personaggio del giocatore o passare il ruolo durante la battaglia a una delle nuove eroine. Il giocatore e ciascuna delle eroine hanno una barra della vita che indica quanta salute ha il personaggio e una barra dell'energia che indica l'energia ancora utilizzabile per gli attacchi. Ciascuno dei combattenti usa armi specifiche per loro, come Shana di Shakugan no Shana che usa la sua katana e Kino di Kino no tabi che usa le sue armi da fuoco. È possibile eseguire attacchi combo e ogni personaggio ha la propria combo unica e un attacco speciale. Anche i nemici originariamente presenti nelle light novel delle eroine fanno la loro comparsa. Delle otto eroine presenti nel gioco, tre di esse ovvero: Index, Haruka Nogizaka e Misao Minakami, sono designate come personaggi di supporto. Possono fornire assistenza in battaglia tramite carte abilità che possono essere utilizzate per attaccare i nemici e curare la squadra del giocatore. Queste carte hanno origine dai romanzi di Dengeki Bunko, come ad esempio le carte abilità con attacchi utili e gli oggetti ripresi da Spice and Wolf e Inukami!.

## Sviluppo
Dengeki Gakuen RPG: Cross of Venus è stato sviluppato da Pegasus Japan e pubblicato da ASCII Media Works. L'artwork in CG presente nel gioco è stato realizzato da un team di grafici di Akabeisoft2. La musica del gioco è composta da Yūji Toriyama. La sigla d'apertura del gioco, Odyssey (オデッセイ?, Odessei), è cantata da Yūka Nanrie mentre il testo è stato scritto da Yūho Iwasato. Il gioco è stato pubblicato per la prima volta in Giappone il 19 marzo 2009 in edizioni limitate e regolari. L'edizione limitata è stata venduta a quasi il doppio del prezzo di quella normale e includeva nel gioco un set di quattro piccole statuette super deformed di Taiga, Shana, Kino e Index. Un libro di racconti scritti dagli autori di Dengeki Bunko intitolato Dengeki Gakuen RPG Bunko (電撃学園RPG文庫?) è stato regalato come ringraziamento speciale per aver prenotato una delle due edizioni del gioco; ogni storia è ambientata alla Dengeki Academy.
Un remake migliorato è uscito sempre su Nintendo DS il 10 febbraio 2011 ed è intitolato Dengeki Gakuen RPG: Cross of Venus Special (電撃学園RPG Cross of Venus SPECIAL?); quest'ultimo è stato sviluppato dallo stesso team dell'originale. Questa versione presenta una disposizione della mappa completamente nuova, aggiornata alla grafica 3D invece della precedente, che era in 2D. Altre aggiunte includono: nuovi dialoghi e conversazioni di gruppo, tre nuovi scenari secondari, un maggior bilanciamento del gameplay e una modalità di rivincita del boss.

## Altri media
Il singolo per Odyssey è stato pubblicato il 25 febbraio 2009. La colonna sonora originale del gioco è stata messa in commercio il 25 marzo 2009. Un drama-CD intitolato Dengeki Gakuen RPG: Kizuna no bōken (電撃学園RPG キズナの冒険?) è uscito il 28 marzo 2009. Il disco contiene anche due canzoni cantate da Eri Kitamura, la sigla del drama-CD intitolata Believe, e la canzone inserita del gioco Planetary. Il fan book ufficiale del gioco è stato reso disponibile il 19 marzo 2009 pubblicato da ASCII Media Works.
L'organizzazione Zetsmu riappare come antagonista di un successivo titolo crossover di Dengeki, Dengeki Bunko: Fighting Climax.

## Accoglienza
Al momento dell'uscita, i quattro recensori della rivista Famitsū hanno dato un punteggio di 24/40 alla versione originale e di 27/40 al remake.
In una recensione in retrospettiva della versione originale, Michael Baker di RPGamer definì il titolo come un gioco di ruolo crossover stravagante. La grafica presente durante le battaglie era di prim'ordine, con sprite ben fatti e un'ampia varietà di sfondi, mentre al di fuori degli scontri questa diventava un po' scialba. Il sistema di gioco non era male, ma nel complesso si rivelava piatto, facendolo sembrare più vecchio di quanto non fosse in realtà. Tuttavia ciò veniva in qualche modo attenuato nell'edizione aggiornata del 2011, Cross of Venus Special, in cui la vista dall'alto verso il basso era stata sostituita da un'altra isometrica di tre quarti. La colonna sonora riusciva a fornire un buon accompagnamento, con diversi temi di battaglia coinvolgenti e un sacco di melodie per personaggi e luoghi specifici. Alcuni di questi brani erano tratti dalle rispettive trasposizioni anime, così come i doppiatori. Baker apprezzò che anche buona parte dei personaggi secondari e dei minori avessero qualche battuta in alcune scene. Il difetto principale del titolo era che il giocatore non poteva goderselo al massimo se non aveva familiarità con la storia e i personaggi di almeno un paio delle serie presentate al suo interno. Erano inoltre presenti degli enigmi e dei colpi di scena che erano molto più facili da comprendere con un po' di conoscenza di base riguardante i vari mondi, anche se il gioco faceva del suo meglio per venire incontro al giocatore, indipendentemente dall'esperienza con le light novel e dei relativi adattamenti manga e anime. Secondo Baker il gioco avrebbe finito per dividere il pubblico; da un lato alcuni fan avrebbero apprezzato la sua impostazione generale mentre alti si sarebbero sicuramente lamentati perché il loro personaggio preferito poteva non essere stato incluso nel modo in cui avrebbero voluto che fosse. Cross of Venus si rilevava un esperimento accurato, che aveva attinto da così tante fonti e aveva fatto del suo meglio per evitare importanti rivelazioni sui retroscene delle singole opere. Il risultato finale era quello di una lunga lista di compromessi che in qualche modo si univano per creare un gioco abbastanza divertente dove però difficilmente il giocatore si sarebbe trovato fra le mani un prodotto come se lo aspettava.